# NGC 144
NGC 144 (ook wel PGC 1917, ESO 473-23, MCG -4-2-16 of AM 0028-225) is een spiraalvormig sterrenstelsel in het sterrenbeeld Walvis.
NGC 144 werd in 1886 ontdekt door de Amerikaanse astronoom Frank Muller.